# Dobera
Dobera es un género con siete especies de plantas  perteneciente a la familia Salvadoraceae. 

## Especies
- Dobera alleni
- Dobera coriacea
- Dobera dubia
- Dobera glabra
- Dobera loranthifolia
- Dobera macalusoi
- Dobera roxburghii